# Norleucina
La norleucina è un composto chimico di formula C6H13NO2 che in condizioni standard si presenta come una polvere cristallina biancastra.

## Caratteristiche strutturali e fisiche
La norleucina è un L-α-amminoacido non proteogenico composto da acido esanoico che porta un gruppo amminico in C-2. Esistono due enantiomeri della molecola: la L-norleucina e la D-norleucina. Si tratta dell'acido coniugato del 2-amminoesanoato e di un tautomero dello zwitterione dell'acido 2-amminoesanoico. Strutturalmente simile alla metionina, non contiene zolfo. A 275 ºC il composto sublima.
| N. di atomi pesanti                          | 9                              |
| N. di donatori di legami a idrogeno          | 2                              |
| N. di accettori di legami a idrogeno         | 3                              |
| N di legami ruotabili                        | 4                              |
| N. di elementi stereogenici atomici definiti | 1                              |
| Massa monoisotopica                          | 131,094628657 u                |
| Superficie polare                            | 63,3 Å²                        |
| Sezione d'urto                               | 132 Å² [M-H]- 136 Å² [M+H]+    |
| Potere rotatorio                             | + 4,725 in H2O + 24,525 in HCl |

## Abbondanze e disponibilità
Il composto è presente in A. hamosus e B. echinolabium.

## Reattività e caratteristiche chimiche
Il composto in soluzione acquosa ha un pH pari a 6,08.
|       |        | Temperatura (°C) |
| ----- | ------ | ---------------- |
| pKa1  | 10,546 | 1                |
| pKa1  | 10,19  | 12,5             |
| pKa1  | 9,92   | 18               |
| pKa1  | 9,834  | 25               |
| pKa1  | 9,63   | 30               |
| pKa1  | 9,513  | 37,5             |
| pKa1  | 9,224  | 50               |
| pKa2  | 9,92   | 20               |
| pKaH1 | 2,394  | 1                |
| pKaH1 | 2,356  | 12,5             |
| pKaH1 | 2,24   | 20               |
| pKaH1 | 2,335  | 25               |
| pKaH1 | 2,324  | 37,5             |
| pKaH1 | 2.328  | 50               |

### Spettri analitici
- 1H NMR
- 13C NMR
- 1H-13C NMR
- GC-MS
- MS-MS[12]
- LC-MS[13]
- FTIR[14]
- ATR-IR[15]
- Raman[16]

## Applicazioni
Viene utilizzata come standard interno per lo studio della struttura e della funzione proteica.